# Malmgård, Pernå
För andra betydelser, se Malmgård (olika betydelser).
Malmgård (finska: Malmgårdin kartano) är en egendom i Pernå i Lovisa stad i landskapet Nyland. 
Malmgård, beläget vid Forsby å, bildades 1615 genom sammanslagning av några hemman donerade till Ernst Creutz och åtnjöt säterifrihet från 1622. Egendomen utökades under 1600-talet med ytterligare fyra donationshemman, reducerades 1683 och ombildades till tredubbelt berustat säteri samt köptes till skatte 1763. Med detta stamgods förenades senare flera augmentshemman. Egendomen innehas fortfarande av ättlingar till  Ernst Creutz.
Den slottsliknande huvudbyggnaden, uppförd 1882–1885 åt greve Carl Magnus Creutz i rött tegel enligt ritningar av arkitekten Frans Anatolius Sjöström, är i två våningar och omfattar 35 rum. Byggnaden är en av de ståtligaste nyrenässansbyggnaderna i Finland. Godsets totalareal var i början av 1900-talet omkring 3 200 hektar; i dag återstår omkring 1 500 hektar. Nuvarande ägaren är greve Johan Creutz.